# Реґув
Реґув (пол. Regów) — село в Польщі, у гміні Баранув Ґродзиського повіту Мазовецького воєводства.
Населення — 291 особа (2011).
У 1975-1998 роках село належало до Скерневицького воєводства.

## Демографія
Демографічна структура станом на 31 березня 2011 року:
|          | Загалом | Допрацездатний вік | Працездатний вік | Постпрацездатний вік |
| -------- | ------- | ------------------ | ---------------- | -------------------- |
| Чоловіки | 146     | 20                 | 110              | 16                   |
| Жінки    | 145     | 23                 | 87               | 35                   |
| Разом    | 291     | 43                 | 197              | 51                   |